# Václav Krondl
Václav Krondl (* 5. února 1953) je bývalý český fotbalový rozhodčí. Po skončení kariéry rozhodčího působí jako fotbalový delegát.
V československé a české lize působil v letech 1989-1999. Řídil celkem 136 ligových utkání. Jako mezinárodní rozhodčí v letech 1993-1998 řídil 13 mezistátních utkání včetně 1 utkání ve finálové části Mistrovství Evropy ve fotbale 1996. V evropských pohárech řídil v Lize mistrů 10 utkání, v Poháru vítězů pohárů 7 utkání včetně finále v roce 1994 a v Poháru UEFA 7 utkání.